# Melipeuco
Melipeuco este un târg și comună din provincia Cautín, regiunea La Araucanía, Chile, cu o populație de 5.590 locuitori (2012) și o suprafață de 1107,3 km2.